# Älvsborg FF
För andra betydelser, se Älvsborg (olika betydelser).
Älvsborg FF är en svensk fotbollsförening som bildades 1995 genom en sammanslagning mellan Nordsten IF och Furås BoIF.  
Säsongen 2023 spelar föreningens herrlag i Division 4B Göteborg. Hemmamatcherna spelas på Påvelunds IP (konstgräs 4G).
Den 9 juni 2018 invigdes ombyggda Hagenplan (konstgräs) där föreningens ungdomar 8-11 år spelar sina matcher. De äldre lagen spelar på Påvelunds IP.
Föreningen bedriver sin verksamhet i västra Göteborg (i stadsdelen Älvsborg, Västra Frölunda). Föreningens lag spelar i blå/svart-randiga tröjor, svarta byxor och svarta strumpor.
Föreningen har cirka 900 aktiva spelare (flickor och pojkar) och tillhör de största fotbollsföreningarna i Göteborg. 
År 2014 blev Älvsborg FF årets fotbollsförening i Göteborg.
Före detta landslagsspelaren och assisterande förbundskaptenen Marcus Allbäck har spelat i Nordsten IF. VM-spelaren 1994, Kennet Andersson, har varit tränare för föreningens damlag 2015-2018. Sedan säsongen 2023 tränar VM-deltagaren 1994 Mikael Nilsson klubbens seniorlag herrar.
År 2011 deltog föreningen i Svenska cupen efter att ha vunnit Västra Cupen 2010.